# Vroege blokspanner
De vroege blokspanner (Trichopteryx carpinata) is een nachtvlinder uit de familie van de spanners, de Geometridae.

## Kenmerken
De voorvleugellengte bedraagt tussen de 13 en 18 mm. De vleugels zijn lichtgrijs, soms wat donkerder en soms groenig. De tekening is nogal variabel

## Waardplanten
De vroege blokspanner gebruikt diverse loofbomen als waardplanten. De rups is te vinden van mei tot juli. De soort overwintert als pop.

## Voorkomen
De soort komt verspreid over Europa en Siberië voor.

### Nederland en België
De vroege blokspanner is in Nederland een niet zo gewone en in België een vrij gewone soort, die verspreid over het hele gebied kan worden gezien. De vlinder kent jaarlijks één generatie die vliegt van halverwege maart tot halverwege mei.